# Berrichon du Cher
Pour les articles homonymes, voir Berrichon (homonymie).
Le berrichon du Cher est une race ovine française originaire du Berry. C'est une race très ancienne, issue de populations de moutons locales qui ont pu être croisés au XVIIIe siècle avec des animaux mérinos, et ont ensuite été croisés avec des races anglaises au XIXe siècle pour améliorer leurs aptitudes bouchères. C'est un mouton de grande taille à la toison et la peau blanche. Il est surtout réputé pour ses aptitudes bouchères, et est utilisée en croisements avec diverses races rustiques pour améliorer la conformation de leurs agneaux. On compte aujourd'hui environ 140 000 brebis.

## Historique
L'origine exacte de la race berrichonne du Cher est mal connue. Par contre, on sait que l'élevage ovin est très ancien dans le Berry dont il est originaire, et qu'il représentait à une époque la principale source de revenu pour les éleveurs. Leur présence dans la région pourrait dater de l'époque gauloise selon certains écrits. On pense toutefois que la population qui peuplait alors la région était très différente de la race actuelle. Ainsi, dans la correspondance entre Catherine de Médicis et la duchesse de Guise, la première indique qu'après une chute de cheval, elle s'est retrouvée « marquée au nez comme les moutons du Berry ». Cette expression semble d'ailleurs assez courante autrefois, comme le souligne également André Sanson, ce qui laisse à croire que le phénotype des moutons de l'époque n'était pas entièrement blanc comme aujourd'hui.
Au XVIe siècle, des gravures représentant les moutons du Berry montrent des animaux à la laine longue et lisse, avec un toupet sur le front. Une autre description de l'abbé Cartier prête aussi aux moutons berrichons une toison fine tassée et frisée ressemblant à celle du Roussillon, et occupant le sommet de la tête. Ces indices laissent penser certains spécialistes que les populations de moutons locaux ont pu être croisées à cette époque avec des animaux mérinos venus d'Espagne, et qui avaient notamment été importés dans la région par M. de Perce à Chambord en 1752 ou par le marquis de Barbançois dans l'Indre en 1768. Ces importations ont certainement influencé les moutons locaux.
Au début du XIXe siècle, la laine connait une chute des cours, notamment à partir de 1825, et les animaux typés mérinos sont de moins en moins recherchés. Dès lors, les éleveurs du Berry importent des races bouchères venues d'Angleterre pour améliorer la conformation de leurs animaux, comme la southdown et la dishley. Tous les éleveurs n'entrent pas dans cette politique de croisements, et conservent inchangés leurs troupeaux de moutons berrichons bien adaptés à leur région. C'est ainsi que la population de mouton berrichons se scinde en deux rameaux. L'un, composé d'animaux améliorés par les croisements avec les races anglaises, aboutira sur le berrichon du Cher, tandis que l'autre, qui reste plus proche de la population d'origine, donnera le berrichon de l'Indre.
Vers 1880, ces croisements cessent et une sélection rigoureuse permet de fixer les caractéristiques de la race. Le livre généalogique est ouvert en 1934. La sélection a continué, visant à améliorer l'adaptation des carcasses au marché des agneaux de boucherie: animaux plus trapus aux gigots plus épais, aux brebis plus prolifiques. Le cheptel est estimé à 140 000 brebis et 3 000 béliers. La semence de 30 béliers est stockée à des fins de préservation de la race.

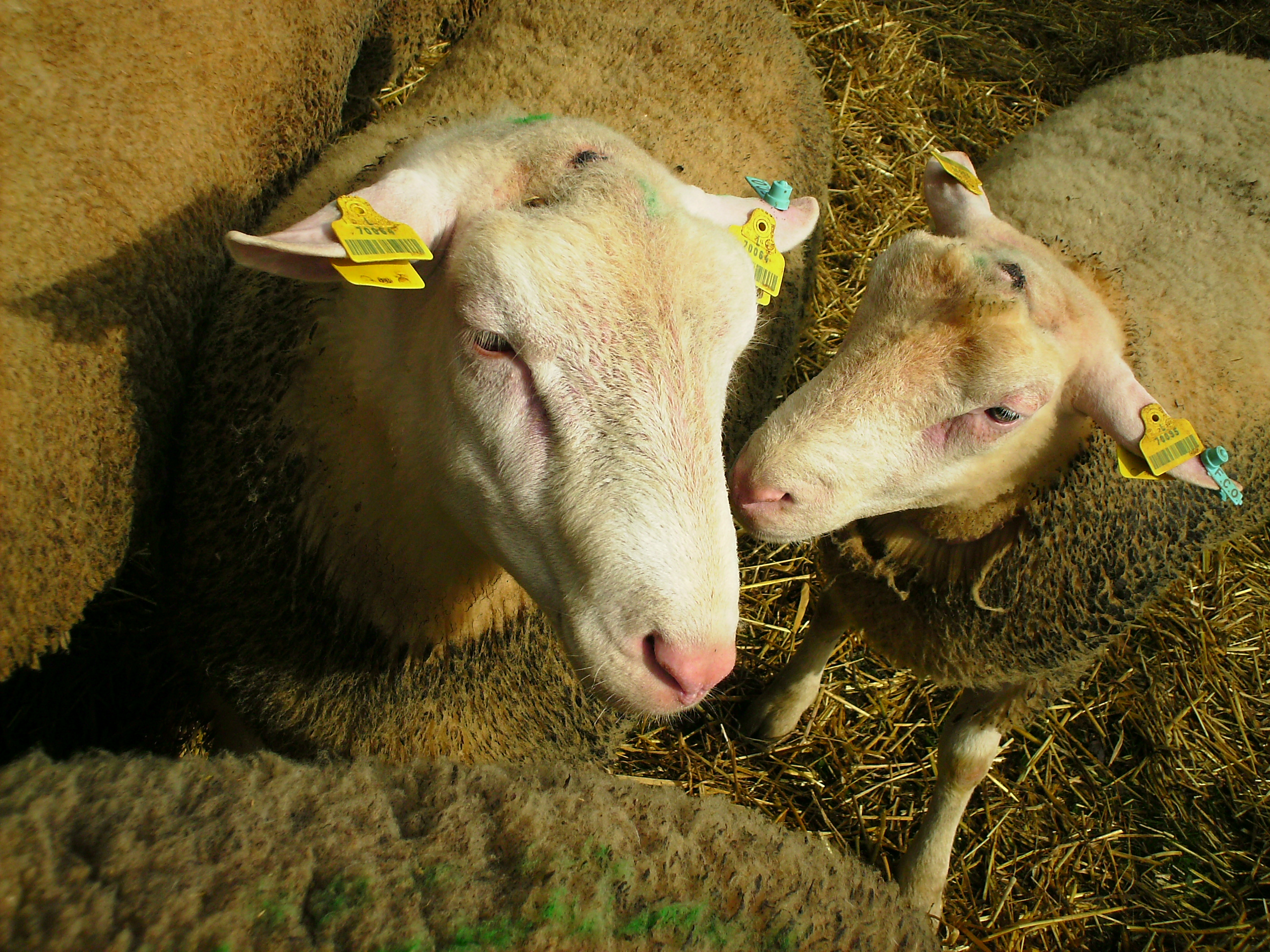
Brebis et son agneau.

## Caractéristiques physiques
La berrichonne du cher est une race de grande taille. Les brebis mesurent 68 cm pour 70 à 90 kg et les béliers 73 cm pour 110 à 140 kg.
La toison est uniformément blanche et la peau claire. Elle apparait en rose autour des yeux et du mufle. Ni le mâle, ni la femelle ne portent de cornes. La toison de qualité moyenne pèse environ 3 kg.

## Aptitudes

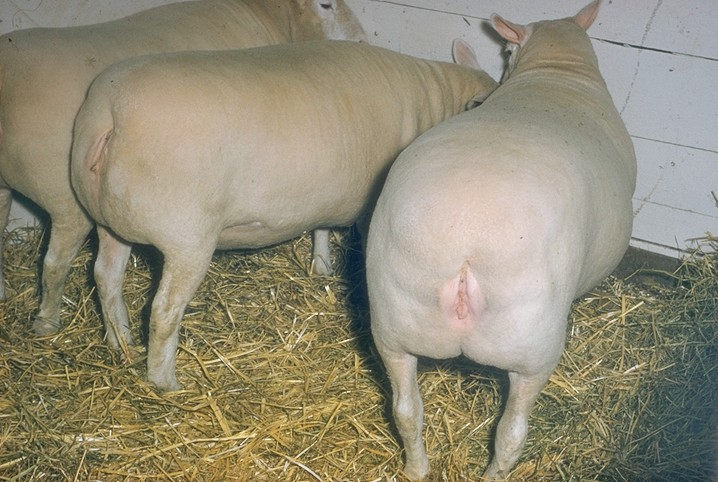
Mise en évidence des aptitudes bouchères du Berrichon du Cher, Salon de l'Agriculture de Toulouse en 1963

Cette race n'est guère élevée que pour la viande de ses agneaux. Cependant, un marché est en développement, celui de la viande de mouton adulte à destination des consommateurs musulmans.
La brebis berrichonne est élevée en race pure pour ses qualités maternelles. (rusticité, bonne nourrice de ses agneaux, prolificité correcte: 1,6 petit par brebis et par an) Elle peut être élevée en bergerie de façon permanente, en semi plein air ou même plein air intégral. La mère se désaisonne bien, permettant des naissances de printemps ou d'automne. Les agneaux grandissent vite pour atteindre 25 à 30 kg à soixante-dix jours sans excès de gras.
Le bélier est recherché en croisement sur des races rustiques longilignes. Il confère à sa descendance une conformation de carcasse bien ronde et bien cotée sur le marché de l'agneau. Des exportations de béliers reproducteurs ont lieu à destination du Royaume-Uni, le Danemark, les pays du pourtour méditerranéen et des pays d'Europe de l'est.

## Sélection

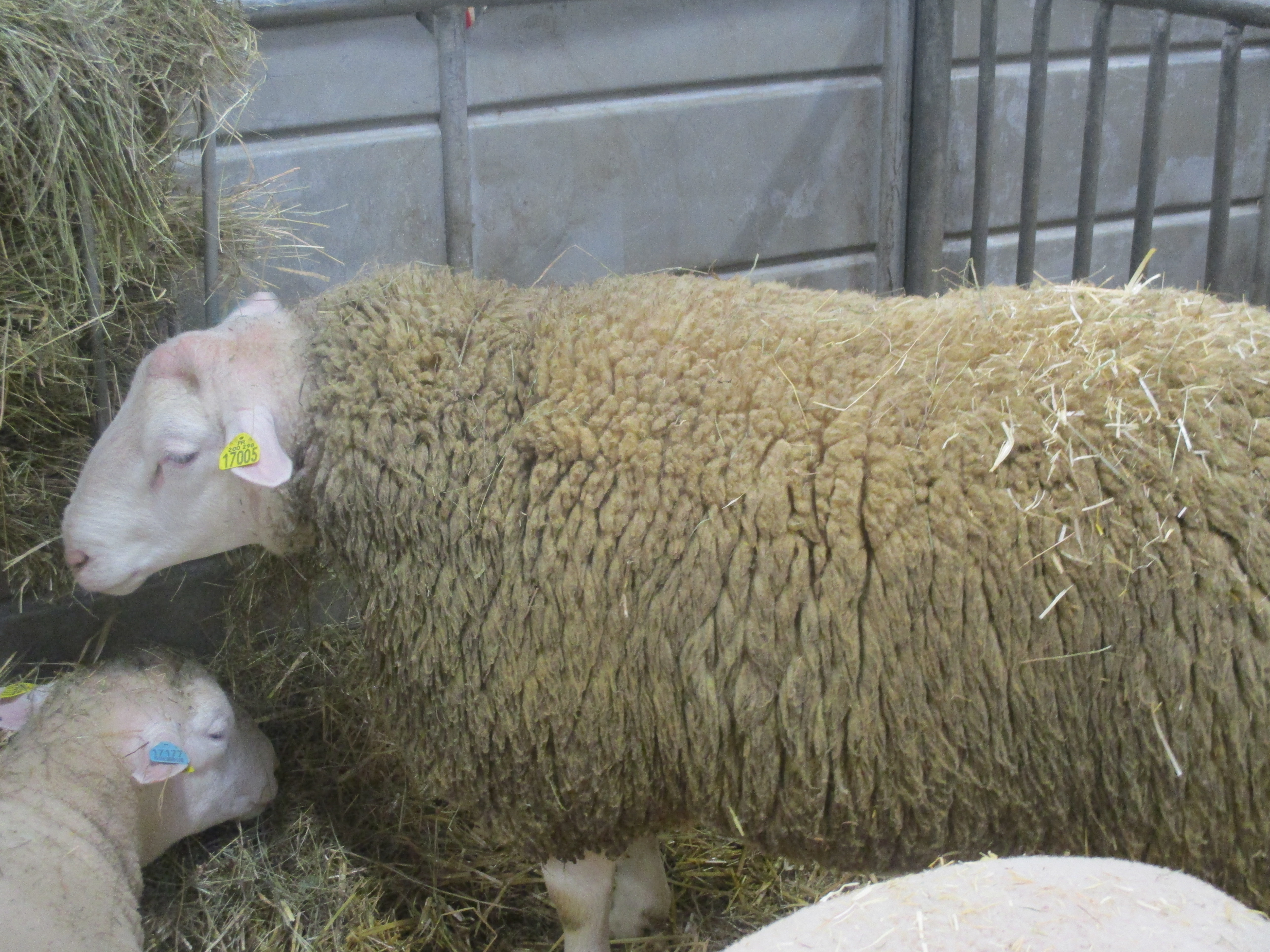
Brebis

La base de sélection de la race compte près de 3 000 brebis, soumises au contrôle de performances. Chaque année, environ 160 jeunes béliers choisis sur leur ascendance rejoignent la station de contrôle individuel de Baugy dans le Cher. Là leurs performances sont mesurées, notamment vis-à-vis de leurs aptitudes bouchères, et les 10 meilleurs font l'objet d'un testage sur descendance, ce qui va permettre de mieux connaître leur valeur génétique, y compris sur des caractères non mesurables directement sur eux. Cela consiste à réaliser un certain nombre d'inséminations artificielles sur ces animaux, de façon à obtenir 25 filles pour chacun. Les performances de ces brebis sont ensuite mesurées, tant au niveau de leur croissance et leur morphologie que de leurs qualités maternelles. Ces performances permettent d'évaluer celles de leur père, qui sont connues ensuite avec une bonne précision. Ils peuvent ensuite être classés béliers améliorateurs pour les meilleurs. Ce schéma vise à améliorer les aptitudes bouchères en conservant de bonnes qualités maternelles.

## Diffusion

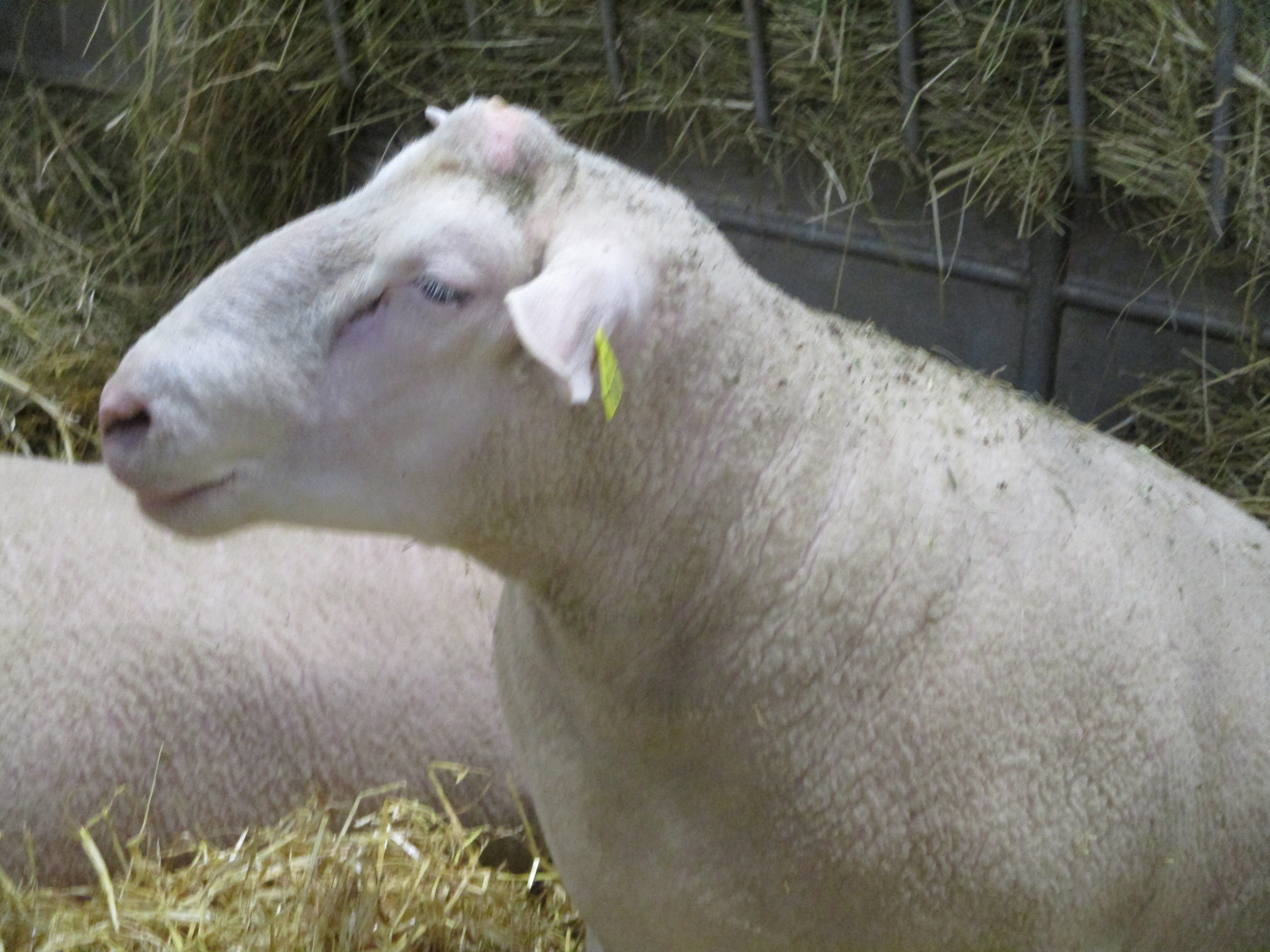
Berrichon du Cher.

La berrichonne du Cher est née dans le département du Cher, ancienne province du Berry. Les qualités de cette race lui ont permis de franchir les frontières régionales (elle est aujourd'hui élevée dans le Centre, le Limousin, en Aquitaine et Midi-Pyrénées) et nationales. (Europe de l'Est)